# Zionstor

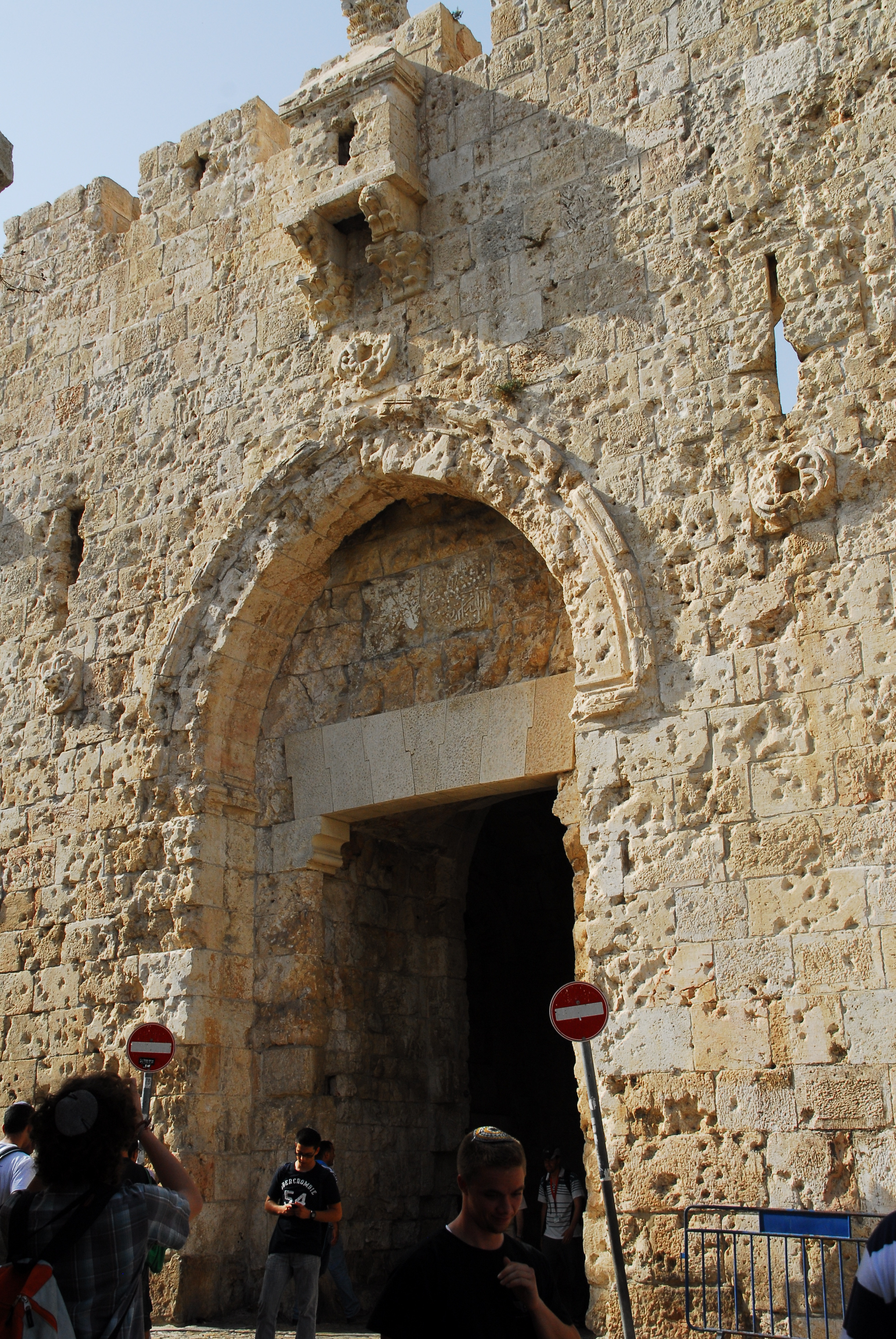
Zionstor 2012

Das Zionstor (hebräisch שַׁעַר צִיּוֹן Schaʿar Zijjōn, arabisch باب النبي داود, DMG Bāb an-Nabī Dāwud ‚Tor des Propheten David‘) ist eines der acht Tore im UNESCO-Welterbe Jerusalemer Altstadt. Es wurde im Jahr 1540 unter Sultan Suleiman dem Prächtigen errichtet. Es eröffnet von Süden (also von der Straße nach Hebron) den Zugang zum armenischen und zum jüdischen Viertel der Altstadt.

## Namen
Das Tor hat den Namen des weiter westlich liegenden byzantinischen Zionstors übernommen. Der arabische Name „Tor des Propheten David“ bezieht sich darauf, dass man von hier aus zum Südwesthügel Jerusalems gelangt, wo seit dem 10. Jahrhundert das Davidsgrab verehrt wurde. Seit dem 15. Jahrhundert befindet sich dort auch eine Moschee.

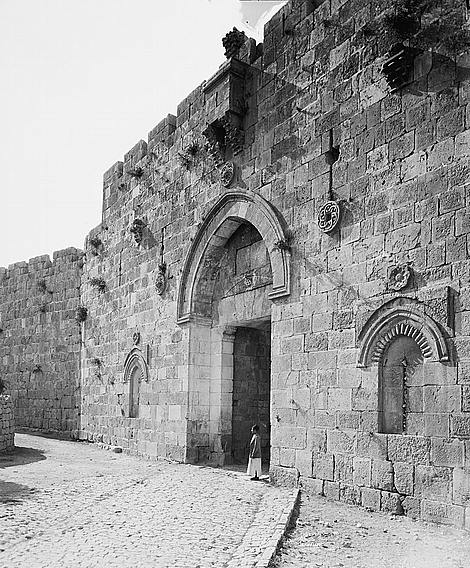
Zionstor zwischen 1898 und 1914

## Baubeschreibung
Das Zionstor zeigt noch die historische Gestalt des Knicktors, die bei anderen Altstadttoren zur Erleichterung des Verkehrs umgebaut wurde. Es ist ein Torturm mit gewölbtem Innenraum und Obergeschoss. Der Innenraum, also der Weg durch das Tor, beschreibt einen rechten Winkel – so sollte Reitern verhindert werden, das Tor im Sturm zu durchbrechen.
Um den Torbogen sind axialsymmetrisch typische Elemente osmanischer Architektur, wie Rundobjekte und von Bögen überwölbte Schießscharten, angeordnet. Auf der Mittelachse sieht man von unten nach oben den geraden Türsturz, darüber den dreieckigen Entlastungsbogen, das Feld mit der Bauinschrift, einen Spitzbogen, eine Steinrosette und ein Türmchen.

## Antike Spolie
1886 wurde in drei Metern Höhe eine Inschrift entdeckt, die einen Blick auf die religiösen Verhältnisse in der hadrianischen Koloniestadt Aelia Capitolina gewährt:
„[I]IOVI O(ptimo) M(aximo) SARAPIDI
PRO SALUTE ET VICTORIA
IMP(eratoris) NERVAE TRAIANI CAESARIS
OPTIMI AUG(usti) GERMANICI DACICI
PARTHICI ET POPULI ROMANI
VEXILL(atio) LEG(ionis) III CYR(enaicae) FECIT.
VEXILL(atio) LEG(ionis) III CYR(enaicae) FECIT.“
„Dem besten und höchsten Iuppiter Serapis für das Wohl und den Sieg des Imperators Caesar Traian, Nervas Sohn, des besten Augustus des germanischen, dakischen, parthischen und römischen Volkes, hat die Vexillation der Legio III Cyrenaica dies gemacht.“
Es ist nicht bekannt, ob diese Spolie ursprünglich zu einem Altar oder zu einer Statuenbasis gehörte; sie ist heute verschollen.

## Baugeschichte
Die heutige Toranlage wird durch zwei gleichlautende arabische Bauinschriften im Tympanon des äußeren und inneren Tores datiert:
- „… am 1. des Monats Rabi‘ des Jahres 947“ (= Juli 1540)[4]

Die Bauleute Süleymans I. nutzten dabei Reste einer größeren, ayyubidischen Turmanlage, die auf Bodenniveau außerhalb und innerhalb der Mauer leicht vorkragen.

## Moderne Geschichte

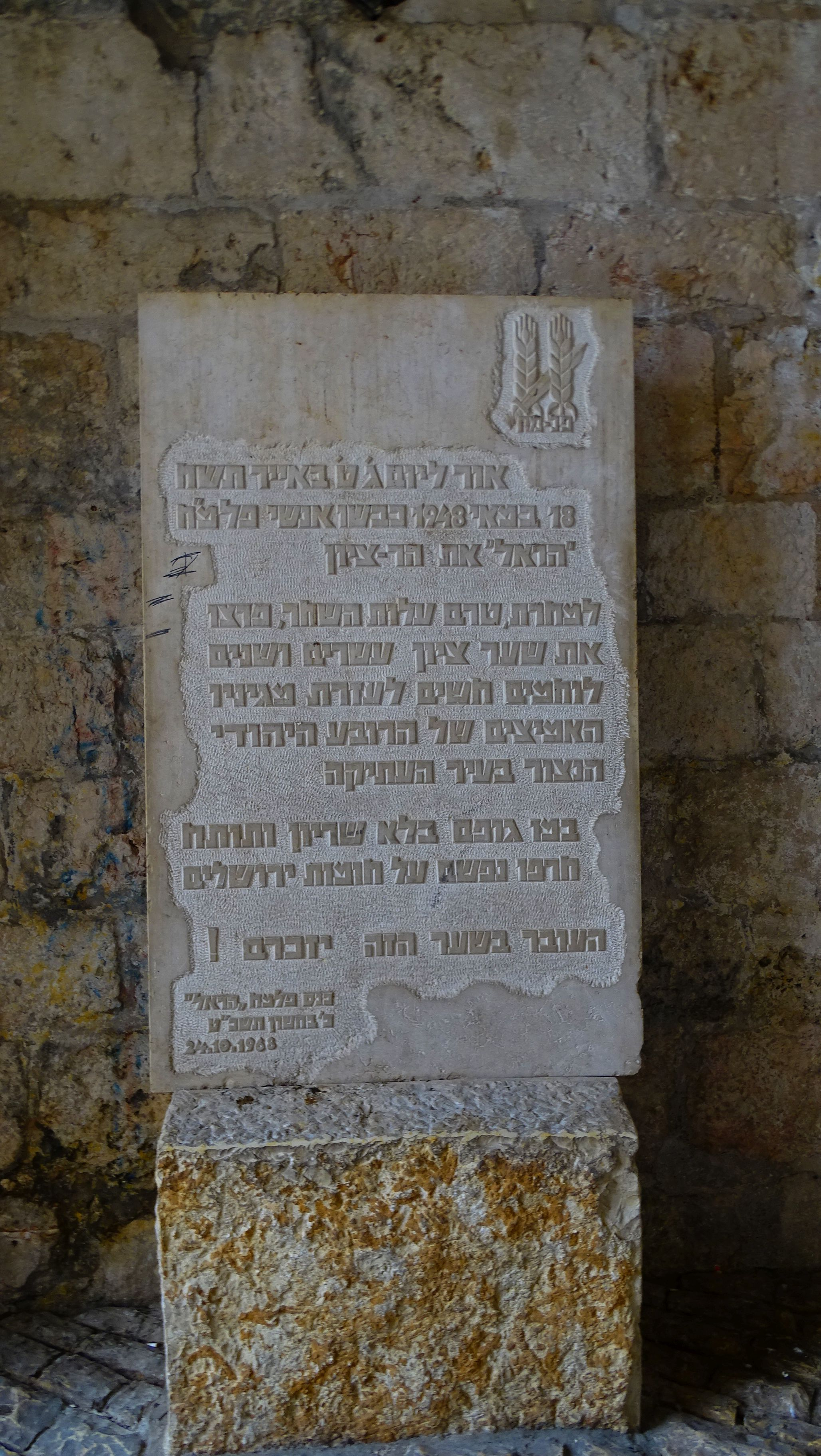
Gedenktafel für die Kämpfe am 18. Mai 1948

Im Palästinakrieg war das Zionstor Schauplatz erbitterter Gefechte. Bis heute sind Einschusslöcher im Gemäuer zu sehen.
David Shaltiel, Generalmajor der Hagana, versuchte den Verlust des umkämpften Jüdischen Viertels der Altstadt am 17. Mai 1948 noch abzuwenden, indem er von zwei Seiten einen Angriff auf die Altstadt vorbereitete: eine Abteilung der Harel-Brigade sollte den Zionsberg erobern und durch das Zionstor in die Altstadt eindringen; vier Züge der Etzioni-Brigade sollte das Jaffator stürmen. Trotz arabischen Maschinengewehrfeuers von den Mauern gelang es den Pionieren, frühmorgens um 3 Uhr 25 eine kleine Öffnung in das Zionstor zu sprengen. Sie nutzten die Verwirrung, die durch die Explosion entstand, und stürmten das Tor. Die Belagerung des Jüdischen Viertels war vorübergehend unterbrochen, und eine provisorische Versorgungslinie konnte aufgebaut werden. Durch das Zionstor erhielten die Verteidiger des Viertels nun Gewehre, leichte Maschinenpistolen und Munition. Logistische Probleme machten diesen Erfolg aber wieder zunichte, denn es traf keine Verstärkung am Zionstor ein. Kurz vor Tagesanbruch musste das Zionstor wieder aufgegeben werden. Die Hagana unternahm noch mehrere Versuche, beim Zionstor durchzubrechen, aber jedes Mal scheiterte der Versuch aufgrund der Toranlage: wegen des engen Durchlasses wurden die Pioniere hier ein leichtes Ziel für die Schützen der Arabischen Legion.